# 木舩香織
木舩 香織（きふね かおり、1979年4月20日 - ）は、日本の元タレント、元モデル。宮城県仙台市出身。

## 略歴
- 宮城県泉高等学校卒業。
- 2001年、TBSの深夜バラエティ番組 『ワンダフル』における「ワンダフルガールズ」（5期生）のひとりとなり、同番組にレギュラー出演した。
- 2005年、スポーツニュース番組 『スポ魂!』（テレビ東京）の隔週木曜のキャスターに就任した。
- 芸能界を引退後、結婚。2008年9月29日に女児を出産した[2]。

## 人物
- 趣味は競馬。
- 特技は書道、軟式テニス、簿記。
- 普通自動車免許を所持している。

## 出演

### バラエティ
- シースルーナイト（1999年10月1日 - 2001年3月31日、東日本放送） - 2代目シースルーガールズ
- ワンダフル（2001年10月1日 - 2002年9月26日、TBS） - ワンダフルガールズ5期生
- あしたのG（フジテレビ）
- GOGOモバイラー（インプレスTV）
- スポ魂!（2005年4月 - 9月、テレビ東京） - 隔週木曜キャスター
- ドライブ A GO!GO!（テレビ東京） - ドラ娘（リポーター）

### CM
- 三菱電機「ちゃんと。」

### 広告
- アプラス パンフレット